# Henderson (Georgia)
Henderson es un lugar designado por el censo ubicado en el condado de Chatham en el estado estadounidense de Georgia. En el año 2010 tenía una población de 1,647 habitantes.

## Geografía
Henderson se encuentra ubicado en las coordenadas 32°0′28″N 81°15′59″O / 32.00778, -81.26639.